# 大谷邦郎
大谷 邦郎（おおたに くにお、1961年 - ）は、毎日放送の元記者。ラジオ報道部長、編成局宣伝部長、人事局キャリア推進部マネージャーを経る。勤めていた毎日放送を早期退職して「グッドニュース情報発信塾」を設立。
現在は、情報発信コンサルタントとして活動している。

## 来歴・人物
大阪府堺市出身。神戸大学法学部卒業後、1984年毎日放送に入社した。入社後は経理局から報道局へ移り、長らく記者として活躍していた。
ラジオ報道時代に、ギャラクシー賞・最優秀賞、民間放送連盟賞・優秀賞などを受賞。
2005年1月には、当時担当していたラジオ番組ナイトアングルで、水曜日に放送していた「週間お仕事図鑑」の内容に加筆し、「関西唯（ただ）の人」として出版された。また、講談も創作している。
2016年、勤めていた毎日放送を早期退職して「グッドニュース情報発信塾」を設立。
現在は、情報発信コンサルタントとして活動している。

## 現在の担当番組

### ラジオ
- はたなび＋（プラス）（2022年1月10日 - 、ウメダFM） - MC[1]

## 過去の担当番組

### テレビ
- パパには内緒?やりくり総合研究所

### ラジオ
- 特集1179

## 著作物
- 「なんでもない日はとくべつな日 ～渡航移植が残したもの～」（はる書房）2018年出版
- 「耳の聞こえない人、オモロイやん! と思わず言っちゃう本」（星湖舎）2019年出版